# المرجانة (الشعر)

تعديل مصدري - تعديل

المرجانة محلة تابعة لقرية السرقي، التابعة لعزلة القابل الاعلى بمديرية الشعر إحدى مديريات محافظة إب في الجمهورية اليمنية، بلغ تعداد سكانها 118 حسب تعداد اليمن لعام 2004.